# باول راند ديكسون
باول راند ديكسون (بالإنجليزية: Paul Rand Dixon)‏ هو ضابط أمريكي، ولد في 1913 في ناشفيل في الولايات المتحدة، وتوفي في 1996.